# Angoulême
Angoulême este un oraș situat în sudul Franței, prefectura departamentului Charente în regiunea Aquitania-Limousin-Poitou-Charentes.

## Personalități născute aici
- Charles Coulomb (1736 - 1806), fizician, cunoscut pentru legea care îi poartă numele;
- Amandine Bourgeois (n. 1979), cântăreață.